# 纳诺
维克托里亚诺·里瓦斯·阿尔瓦罗（Victoriano Rivas Álvaro，1980年7月7日—），昵称纳诺（Nano），是一名已退役的西班牙职业足球运动员，司职后卫。他是中超历史上首名西班牙籍球员（不计中超联赛的前身中国足球甲A联赛）。

## 俱乐部生涯
纳诺在马德里竞技开始职业足球生涯，他先是为马德里竞技C锻炼，之后又在2000年-2002年为马德里竞技B两个赛季，在西班牙足球丙级联赛中出场50次，进球1个。2002年夏季，他被租借到西班牙足球乙级联赛球队赫塔费一个赛季，并在2003年夏季正式转会加盟，并在2003-04赛季帮助球队升级到西甲联赛。在赫塔费的首个西甲赛季，纳诺出场37次，进球4个，帮助球队保级成功。
纳诺的出色表现引起其他西甲球会的注意，2005年夏季，他转会加盟皇家贝蒂斯。 纳诺在赛季初的表现让人满意，但11月11日，在皇家贝蒂斯主场对阵切尔西，即个人的首场欧洲冠军联赛比赛中，他受伤下场，伤停5个月，这也是他唯一一次在欧洲冠军联赛中出场。这个赛季，他还在联赛中出场14次，欧洲联盟杯中出场1次。第二个赛季，他是球队的半主力球员，在联赛中得到21次出场机会。
2007-08赛季初期，纳诺成为球队的主力中后卫，搭档西班牙国脚。他在联赛第一轮即取得进球，帮助皇家贝蒂斯客场1比1战平韦尔瓦。但在2007年9月16日，他在和拉科鲁尼亚的比赛中遭受严重的膝盖受伤，远离赛场6个月。 纳诺回归后，于2008年5月18日和老东家赫塔费的联赛打进重要进球，帮助皇家贝蒂斯1比1战平对手。
2008年9月1日，纳诺租借加盟西甲球队巴拉多利德一个赛季。但他并没有得到太多的出场机会，赛季仅在联赛中亮相12次。回到已经降级至西乙联赛的皇家贝蒂斯后，纳诺更是沦为边缘人，在2009-10赛季，他在西乙联赛中仅有一次替补出场，总时间为18分钟。
2010年8月，纳诺转会至西甲球队莱万特。 他在12月4日和马德里竞技的联赛中踢进加盟球队的首球。 在莱万特的一个半赛季中，他一直都是球队征战西甲联赛的主力，联赛出场49次，进球4个。
2012年1月29日，纳诺离开西班牙，加盟中国足球超级联赛球队贵州人和。 他和贵州人和签约两年，也因此成为中超历史上首名西班牙籍球员。2013年，他帮助球队获得2013年中国足协杯冠军。
2014年2月底，纳诺宣布退役。